# Ciaramella catalana
La ciaramella catalana (in catalano tible, pronuncia: [ˈtibːɫə], che significa:triplo) è una dei due tipi di ciaramella (strumento simile ad un oboe) suonati in Catalogna (Spagna), l'altro è il tenora (pronunciato: [təˈnoɾə], catalano per "tenore").